# بحر مرمرة

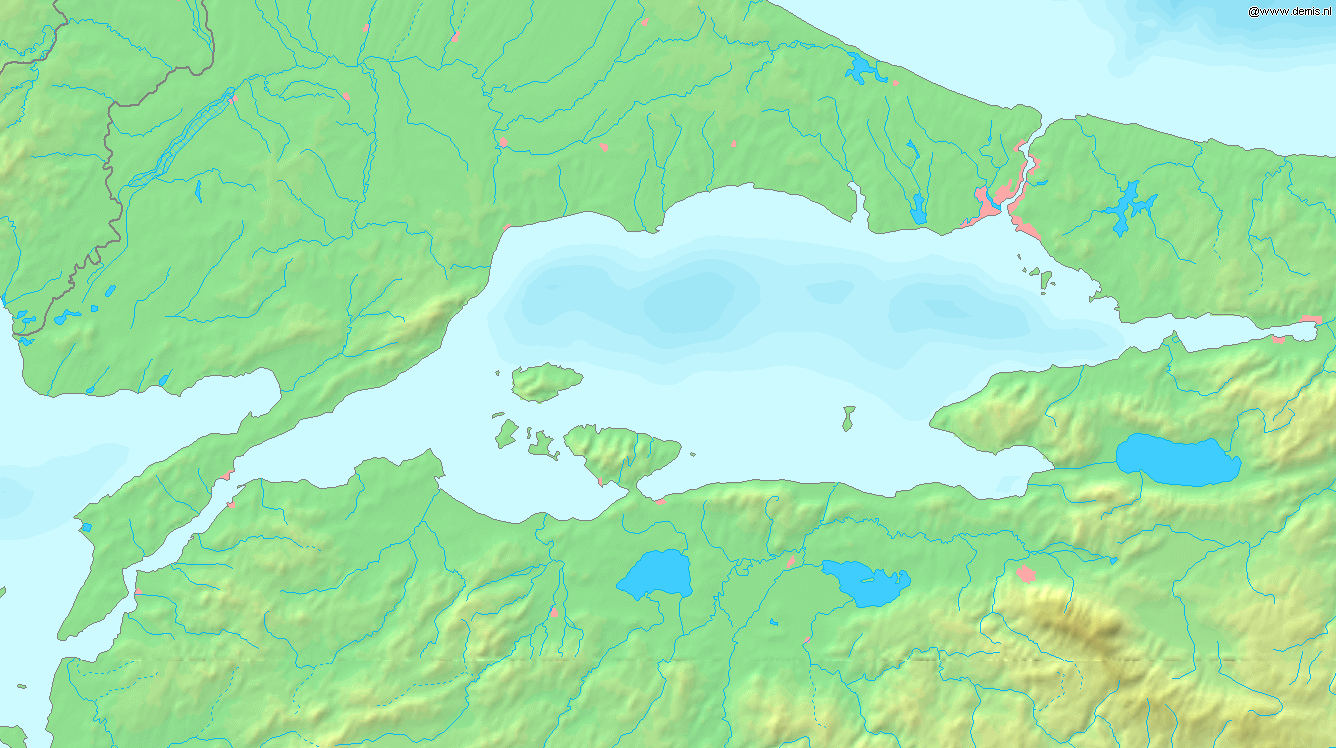
خريطة طوبوغرافية لبحر مرمرة

بحر مرمرة (بالتركية: Marmara Denizi؛ باليونانية القديمة: Προποντίς Προποντίδα)، والمعروف أيضاً باسم بحر مرمورة، كذلك يعرف باسم بروبونتيس وفقاً لسياق كلاسيكيات العصور القديمة، هو بحر داخلي، يقع بالكامل داخل الحدود التركية والذي يربط البحر الأسود ببحر إيجه وبالتالي يفصل بين أراضي تركيا الآسيوية والأوروبية. ويتصل بالبحر الأسود عبر مضيق البوسفور وببحر إيجه عبر مضيق الدردنيل. ومضيق البوسفور يقسم إسطنبول إلى جانبين آسيوي وأوروبي. وبحر مرمرة بحر صغير تبلغ مساحته 11.350 كيلومتر مربع (4.380 ميل مربع) وأبعاده 280 كم × 80 كم (174 ميل × 50 ميل). ويصل أكبر عمق له إلى 1.370 م (4.490 قدم).

## التسمية
أخذ البحر اسمه من جزيرة مرمرة الغنية بمصادر الرخام، من الكلمة اليونانية "μάρμᾰρον" (مرمرون)، أي «الرخام».
أما الاسم اليوناني القديم للبحر بروبونتيس فقد اشتُق من (pro) التي تعني (قبل) و "pontos" أي (البحر) وهو مستمد من حقيقة أن الإغريق أبحروا عبره للوصول إلى البحر الأسود، (بونتوس). وفي الأساطير اليونانية، جلبت عاصفة على بروبونتيس بحارة الأرغو إلى الجزيرة التي تركوها، مما أدى لنشوب معركة قتل فيها جاسون أو هرقل الملك سيزيكوس، الذي ظنهم أعداء بيلاسجيا بالخطأ.

## الموقع الجغرافي
يبلغ متوسط ملوحة سطح البحر حوالي 22 جزءًا في الألف وهي أعلى قليلاً من ملوحة البحر الأسود، لكنها لا تزيد عن ثلثي ملوحة معظم المحيطات. ومياهه أكثر ملوحة في القاع، بمتوسط ملوحة حوالي 38 جزءًا في الألف، على غرار البحر المتوسط. تعد هذه المياه المالحة عالية الكثافة ومثل مياه البحر الأسود، لا تنتقل إلى السطح. تقلل مياه نهري سوسورلوك وبيغا (جرانيكوس) وغونن تقلل أيضاً من ملوحة البحر وإن كان تأثيرها أقل على البحر الأسود. وبوجود القليل من الأراضي التي تصرفهم في تراقيا جنوباً، تتدفق كل هذه الأنهار تقريباً من الأناضول.
يحتوي البحر على أرخبيل جزر الأمراء وجزيرة مرمرة وأفشا وباشا ليماني.
الساحل الجنوبي للبحر مُسنن إلى حد كبير ويشمل خليج إزميت (بالتركية: İzmit Körfezi) وخليج غيمليك (بالتركية: Gemlik Körfezi) وخليج بانديرما (بالتركية: Bandırma Körfezi) وخليج إردك (بالتركية: Erdek Körfezi). خلال عاصفة وقعت في 29 ديسمبر 1999، انقسمت ناقلة النفط الروسية فولغونفت إلى قسمين في بحر مرمرة وانسكب أكثر من 1.500 طن من النفط في الماء.
يمتد صدع شمال الأناضول، الذي تسبب في العديد من الزلازل الكبرى في السنوات الأخيرة، مثل زلازل أغسطس ونوفمبر 1999 في إزميت ودوزجة، على التوالي، تحت سطح البحر.

## المدى
حددت المنظمة الهيدروغرافية الدولية حدود بحر مرمرة على النحو التالي:
في الغرب. حدود الدردنيل لبحر إيجه [خط الربط إلى كوم كاله (26 درجة 11 درجة شرقاً) ورأس هيليس].]
في الشمال الشرقي. خط الربط إلى رأس روميلي مع رأس أناضولي (41 درجة 13 درجة شمالًا).

## البلدات والمدن
تشمل البلدات والمدن الواقعة على ساحل بحر مرمرة ما يلي:
| محافظة إسطنبول إسطنبول أدلار باقري كوي بوستانجي قاضي كوي كارتال كومكابي مال تبة بنديك أسكدار يشلكوي زيتون بورنو بيوك جكمجة كومبورغاز سلوري توزلا | محافظة بالق أسير باندرمة إردك غونن مرمرة محافظة بورصة كيمليك كاراجا بيه مودانيا محافظة جنق قلعة بيغا كليبولي لابسكي | محافظة قوجه إيلي درينجه إسكي حصار جبزي غولكوك هيركيه إزميد كارامورسال كورفيز محافظة تكيرداغ مرمرة إيريغليسي شاركوي تكيرداغ | محافظة يالوفا آلتينوفا أرموتلو تشيفيتليككوي شينارجك ترمال يالوفا |

## معرض الصور

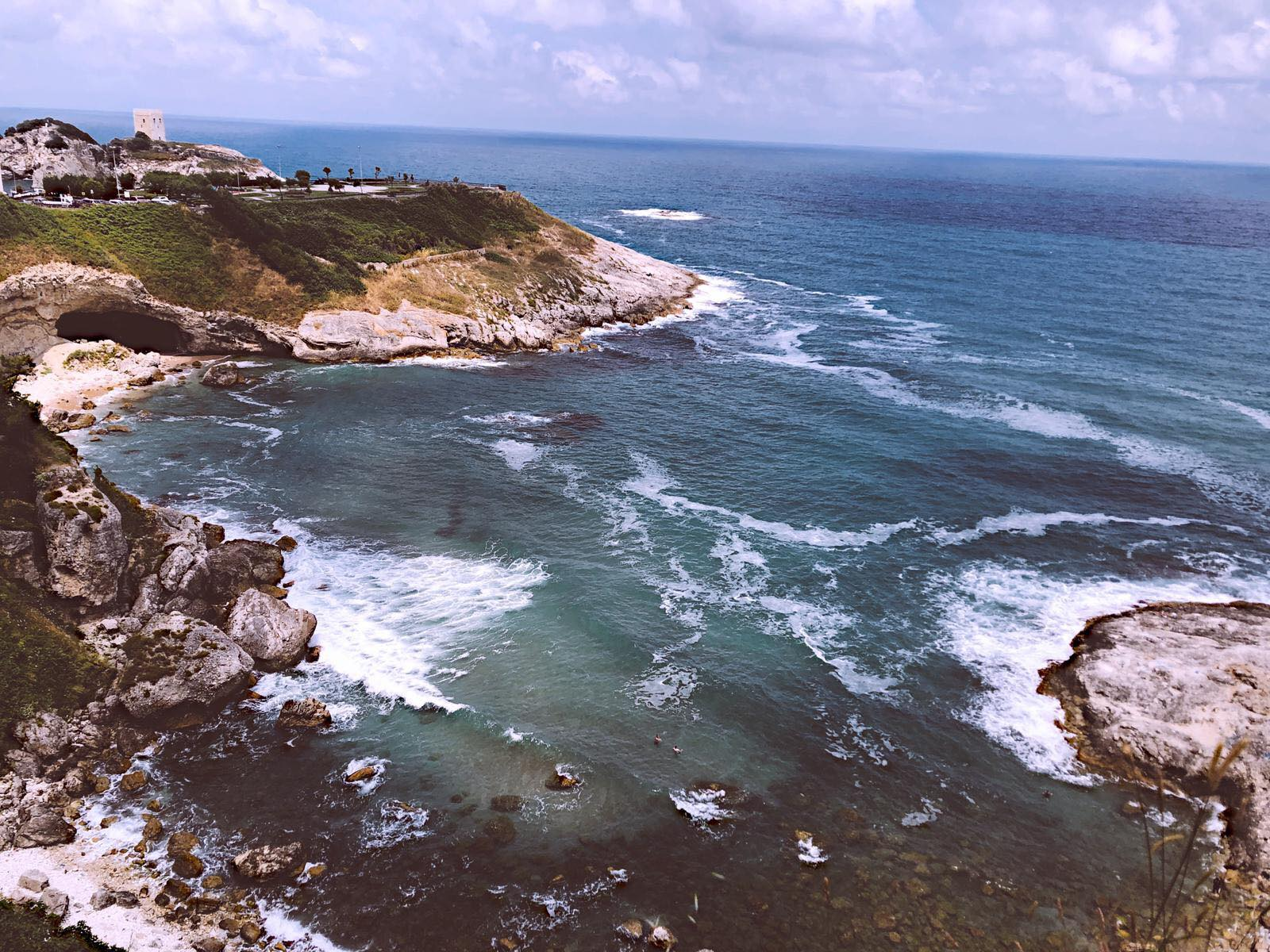
شاطئ بحر مرمرة في تركيا
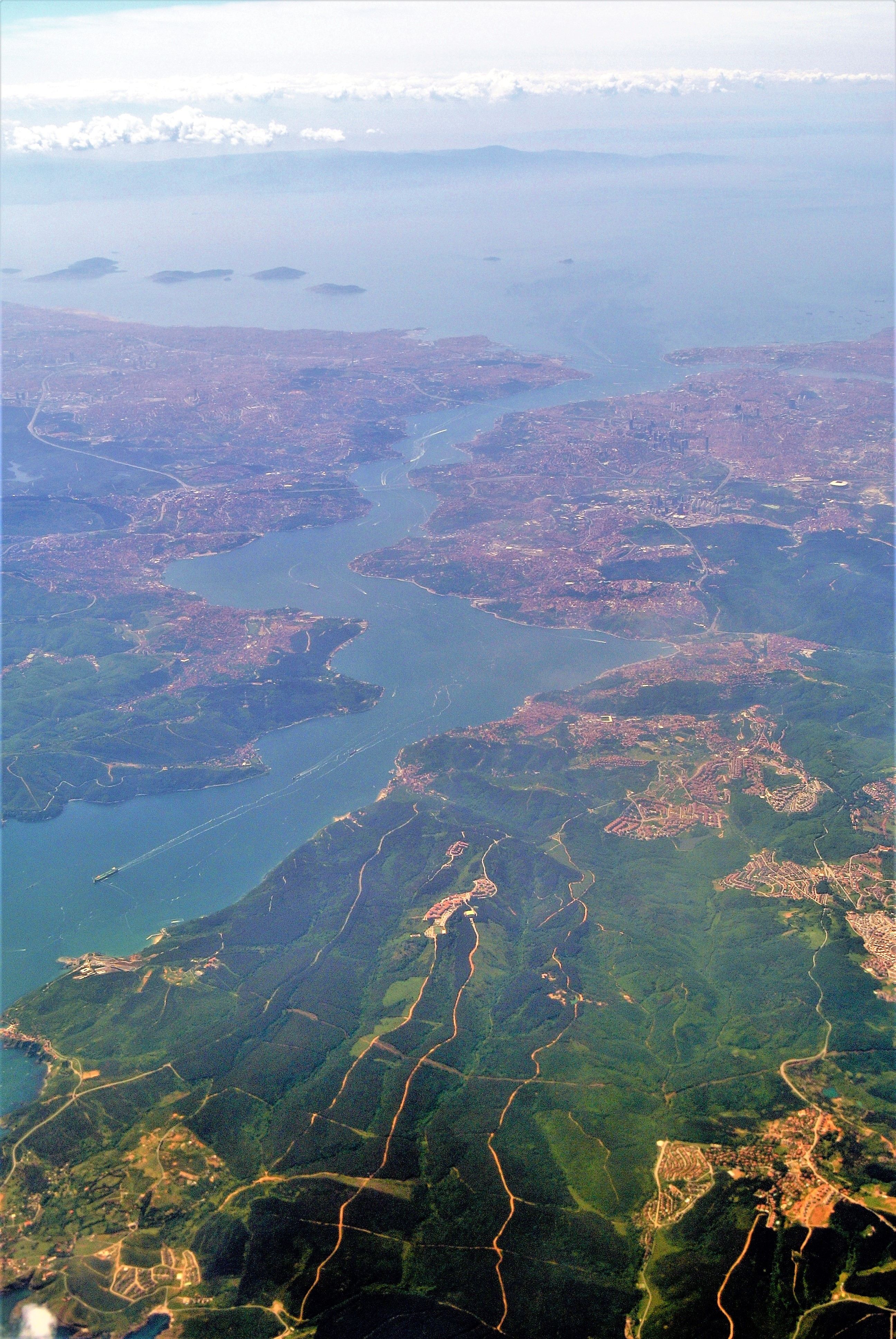
منظر جوي لمضيق البوسفور والنهاية الجنوبية وإسطنبول في الخلفية
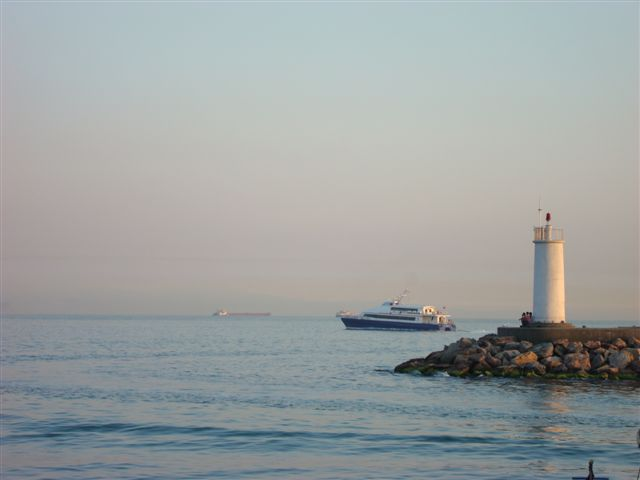
منظر بحر مرمرة من اسطنبول (كومكابي)
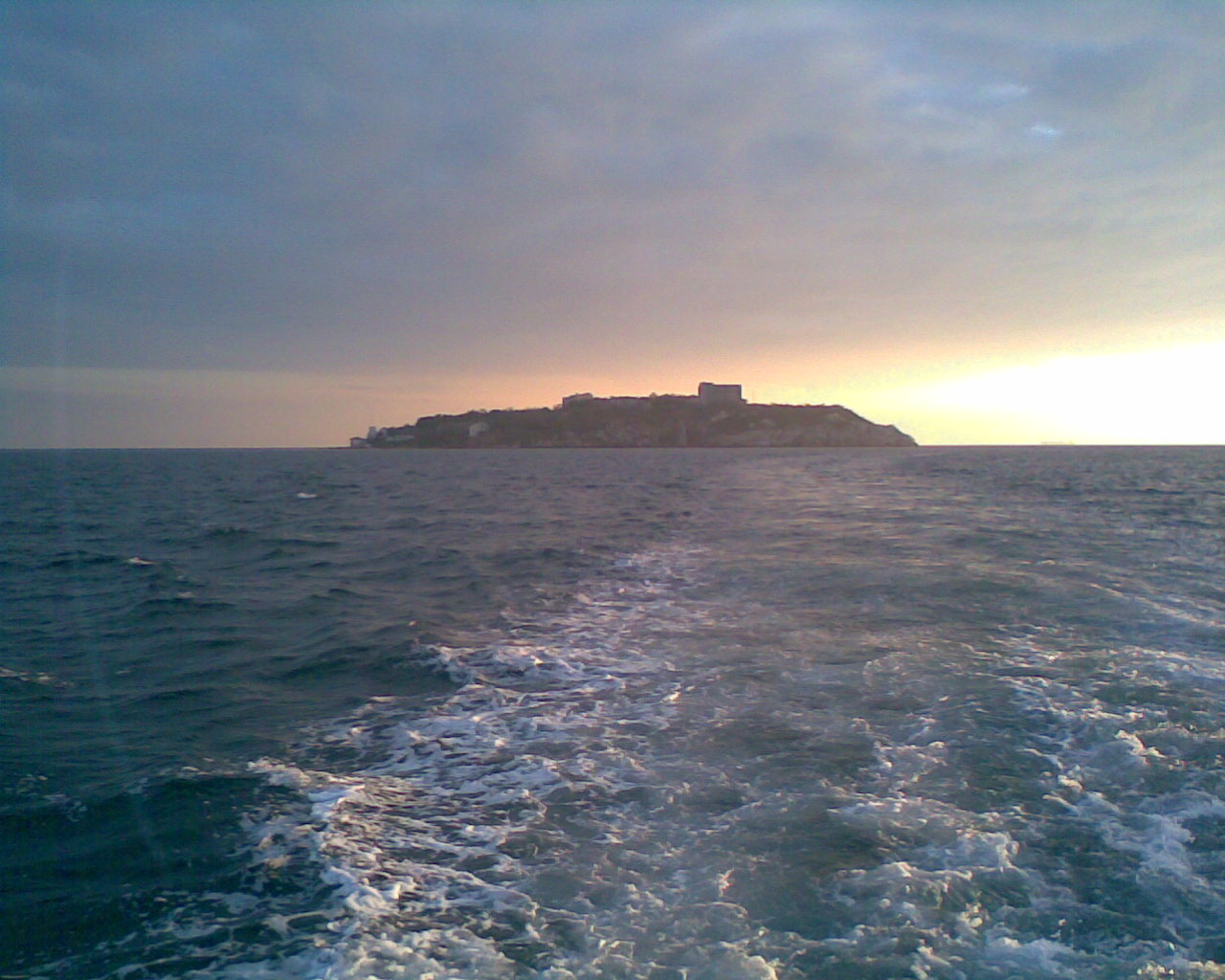
بحر مرمرة بالقرب من جزيرة ياسي أدا
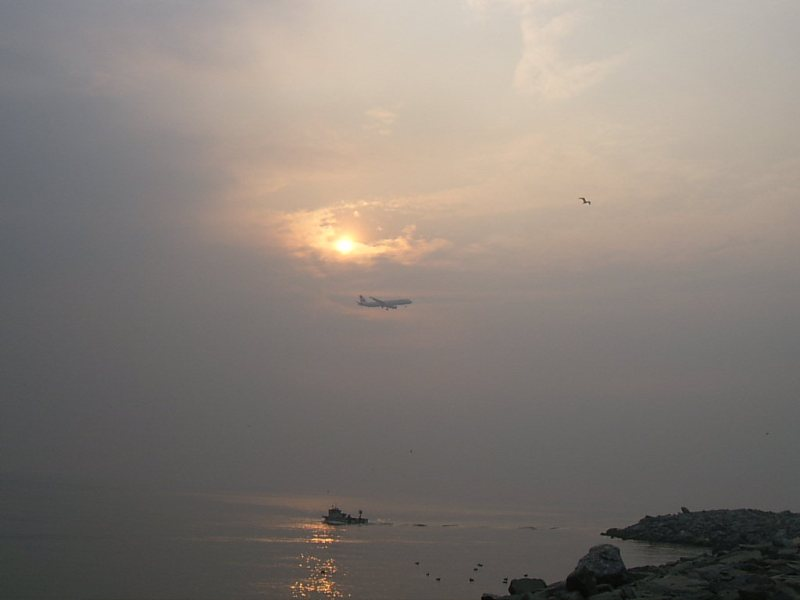
منظر بحر مرمرة من يسلكوي
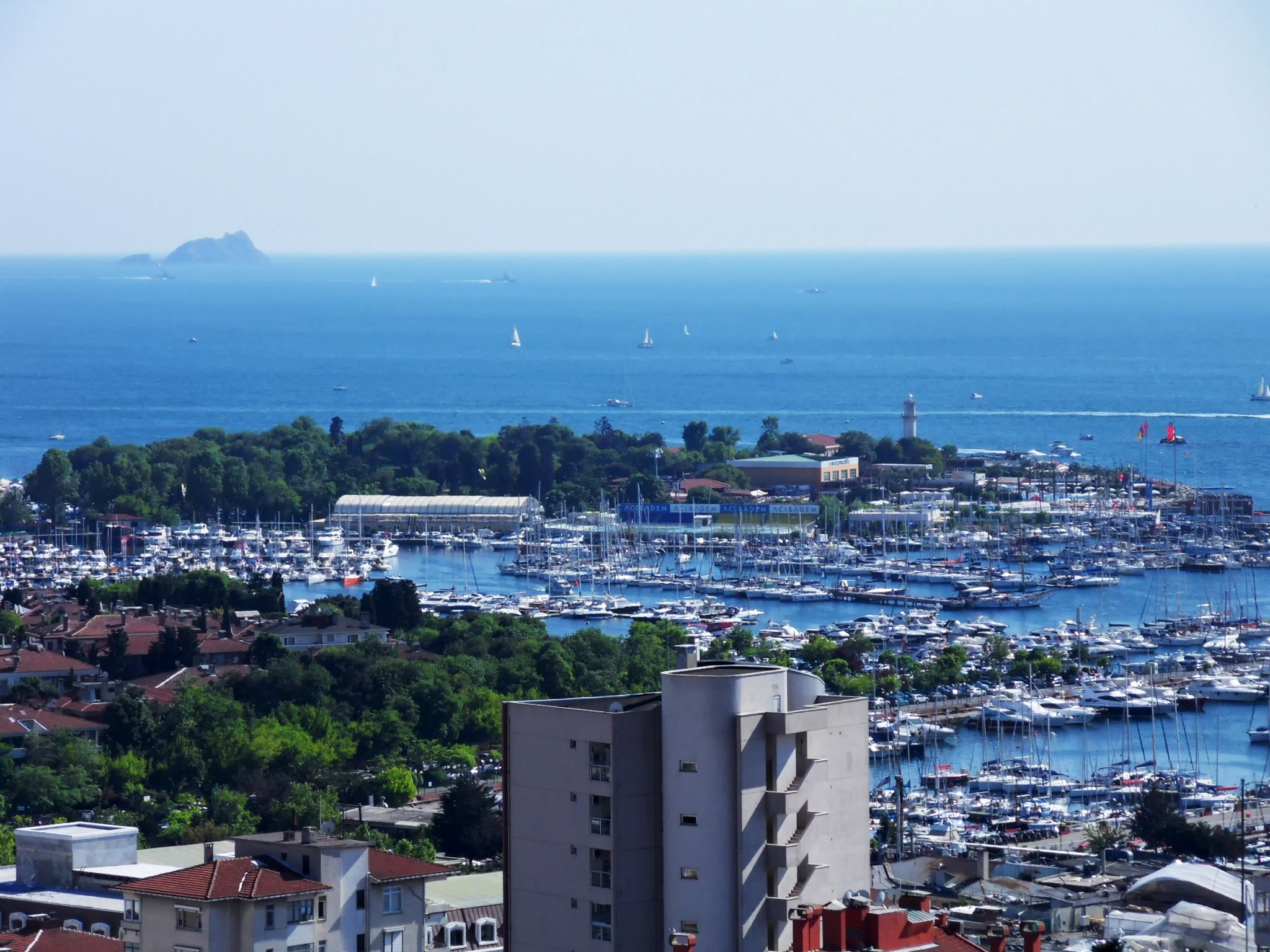
منظر بحر مرمرة من قاضي كوي